# Горяинов, Юрий Михайлович
Юрий Михайлович Горяинов (26 февраля [10 марта] 1866 — 1923) ― русский металлург, директор Черноморского механического и котельного завода.

## Биография
Родился 26 февраля 1866 года в семье поручика Михаила Сергеевича Горяинова (09.02.1826―19.10.1903) и Марии Ивановны Дамич (27.09.1826 – пос.1879). Старший брат Алексей (1859―1919) в будущем известный русский металлург. Старший брат Сергей (1849―1918) в будущем сенатор.
Окончил Санкт-Петербургский горный институт в звании горный инженер по первому разряду в 1890 году.
Службу начал на Александровском заводе в Екатеринославе с 1890 года. В 1895 году возглавил строительство, а затем первым директором Черноморского механического и котельного завода в Николаеве. В 1910 году состоял в правлении общества механических производства в Южной России для технических занятий, был членом правлений Общества для торговли изделиями русских вагоностроительных заводов, нефтепромышленного «Кавказская звезда», «Металлизатор», директором Николаевского тюремного комитета. В 1905―1917 годах служил в правлении Николаевских заводов и верфей.
После 1917 года работал в ряде учреждений.
Умер в 1923 году.

## Вклад в науку
В 1894 году совместно с братом А. М. Горяиновым разработал технологию рудного мартеновского процесса в основных мартеновских печах на жидком чугуне при небольшом количестве скрапа с необходимостью предварительного хорошего нагрева руды и известняка (и скрапа) перед вливанием жидкого чугуна.

## Награды и чины
За свои достижения был неоднократно отмечен:
- 1900 ― кавалер ордена Почётного легиона;
- 05.09.1904 ― коллежский советник.

Семья
- Супруга Надежда Феодоровна Горяинова (урождённая Еранцева);
- Сын известный подводник Всеволод Юрьевич Горяинов (18.08.1893―16.01.1965).